# Registro bibliográfico
Un registro bibliográfico es “un conjunto de elementos informativos, organizados conforme a unas normas, que permiten identificar a una unidad documental de manera unívoca en vistas a su localización y posterior recuperación”.

## Definición y función
Los catálogos de bibliotecas están compuestos de registros bibliográficos, que son los elementos principales para localizar y poder acceder a las obras deseadas que hemos buscado previamente. Los registros bibliográficos contienen una serie de elementos que identifican, de forma única, cada una de las partes en que se divide un ítem bibliográfico o “cualquier documento, libro, publicación u otro registro de la comunicación humana; cualquier grupo de documentos o partes de un documento tratados como una entidad”, como indicaron Gredley y Hopkinson en 1990.[cita requerida] Estos elementos son imprescindibles para poder recuperar una obra desde el catálogo, y son los siguientes:
- Autor
- Título
- ISBN/ISSN
- Palabras clave
- Editorial
- Lugar de publicación
- Fecha de publicación
- Tipo de documento
- Serie/ colección

Hay que tener en cuenta que cada uno de los elementos anteriores, conocidos como campos de datos del registro bibliográfico, han de seguir una estructura y unas pautas aceptadas y dispuestas en el ordenador que dé soporte al catálogo u OPAC (Online Public Access Catalog).
Algunos términos relacionados que suelen confundirse o asemejarse al concepto de registro bibliográfico son los conceptos de asiento y ficha bibliográfica. Sin embargo, tienen pequeños matices que los diferencian. Por un lado, el asiento bibliográfico va unido a los campos del registro bibliográfico, ya que por cada campo o término de acceso a un documento se puede sacar un registro bibliográfico; este proceso forma el asiento bibliográfico. Por otro lado, la ficha bibliográfica es el formato, llamémoslo impreso, del registro bibliográfico, de uso más moderno y asociado a los sistemas de información y los ordenadores. “En cualquier caso, todos estos términos se refieren al producto de la catalogación, que nos permite identificar e indicar los datos formales y aparentes del documento original, distinguiendo cada unidad de las demás.”
Es importante que un registro bibliográfico sea funcional y con facilidad de uso para los usuarios. Por ello, debe seguir unas pautas básicas descritas por la IFLA (International Federation of Library Associations) en el modelo FRBR (Funcional Requirements for Bibliographic Records) o Requisitos Funcionales de los Registros Bibliográficos, un estudio para proveer de un esquema estructurado y bien definido de los registros bibliográficos y de la información que presentan, para evitar la disparidad de estructuras bibliográficas de identificación en cada uno de los centros catalogadores y, también, para mejorar los resultados de consulta en catálogos online u OPAC. Dicho de otro modo, las acciones básicas que definen los FRBR son la capacidad de “encontrar” (relacionada con las facilidades de búsqueda que ofrece el catálogo), “identificar” (relacionada con la información que ofrece en la lista de resultados), “seleccionar” (relacionada con la información que ofrece de cada registro) y “obtener” (relacionada con la información sobre el acceso al documento).

## Estructuras o partes del registro bibliográfico
La estructura del registro bibliográfico o sus partes son las siguientes:
- Puntos de acceso (principal y secundarios). Nombre o término con el que se puede identificar y buscar un documento. También llamados asientos.[3]
- Signatura topográfica , que es el código alfanumérico para indicar el lugar físico que ocupa un documento en la biblioteca o archivo.[4] Este código puede variar en función del centro catalogador. "La signatura topográfica, es el conjunto de elementos, conformado por números, letras y símbolos, que permiten identificar y ubicar una obra de manera única dentro de una colección. Además de identificar a cada obra, la signatura topográfica nos permite ordenar los materiales de modo que cada obra tiene dentro de la colección un lugar específico asignado. Por lo tanto, antes de integrar materiales a las estanterías, este código generalmente es colocado en el lomo de los libros o en alguna parte visible sobre otras clases de soportes."[cita requerida]
- Número de clasificación o número asignado a los documentos según su tema, materia o rama de conocimiento.[5]
- Número de registro. Es el número que asigna el centro catalogador al documento catalogado con su entrada en la biblioteca o archivo.

Por último, y más importante, hay que tener en cuenta la descripción bibliográfica, que es el “conjunto de datos con que se registra o identifica un documento…”.  Dicha descripción va a venir marcada o regulada por las normas ISBD (International Standard Bibliographic Description). Siguiendo estas normas se crearon las Reglas de Catalogación Angloamericanas, las cuales "contienen instrucciones sobre la manera de formular las descripciones de los materiales de biblioteca"{Cita requerida}} permitiendo la elaboración de catálogos y otras listas en bibliotecas generales. Las ISBD describen cada uno de los campos de identificación de un documento en 9 áreas, que son las siguientes:
- Área 0 de forma del contenido y de tipo de medio
- Área 1 de título y mención de responsabilidad
- Área 2 de edición
- Área 3 de datos específicos de la clase de documento
- Área 4 de publicación, distribución, etc.
- Área 5 de descripción física del documento
- Área 6 de serie
- Área 7 de notas
- Área 8 de número normalizado y condiciones de adquisición

El registro bibliográfico también puede ser visualizado y compartido entre varios centros catalogadores gracias al formato MARC, que presenta la información bibliográfica del registro al mismo tiempo que hace la descripción bibliográfica de las normas ISBD, ya que usa los mismos campos y la misma puntuación prescrita, pero los presenta precedidos de unos códigos fijos y estándares; cada uno de estos códigos se identifica con uno de los campos de la descripción bibliográfica.